# 20830 Luyajia
20830 Luyajia è un asteroide della fascia principale. Scoperto nel 2000, presenta un'orbita caratterizzata da un semiasse maggiore pari a 2,9338816 UA e da un'eccentricità di 0,0122887, inclinata di 2,95699° rispetto all'eclittica.